# IGS-8B
IGS-8B (ang. Information Gathering Satellite 8B) – prototypowy japoński satelita zwiadu optycznego podwójnego przeznaczenia (cywilno-wojskowego). Możliwa do uzyskania zdolność rozdzielcza zobrazowania oceniana jest 40 cm. Planowany czas działania statku wynosi 2 lata.
Głównym wykonawcą satelity była firma Mitsubishi Electric.
Satelita został wyniesiony na orbitę wraz z satelitą IGS-8A, o podobnym przeznaczeniu.